# Деканол
Декан-1-ол, или Деканол, или Дециловый спирт — органическое вещество, относится к классу спиртов. Содержится в апельсиновом и некоторых других эфирных маслах.
Запах — жирный, воска с нотами розы, цветов апельсина.

## Получение
Получают:
- из фракции С10 — С12 синтетических жирных спиртов;
- гидрированием эфиров каприновой кислоты:
- гидрированием деценаля, входящего в состав эфирного масла, которое выделяют из зелёных частей и цветков кориандра.

## Применение
Деканол и его ацетали применяют как компоненты парфюмерных композиций и пищевых эссенций, а также для получения деканаля и моющих средств.

## Токсичность
Вещество раздражает кожу и глаза, вызывая необратимые повреждения, если оно достигает глаз. Вдыхание и проглатывание вредны и оказывают обезболивающее действие. Вредно для окружающей среды.